# Marcelino de Unceta

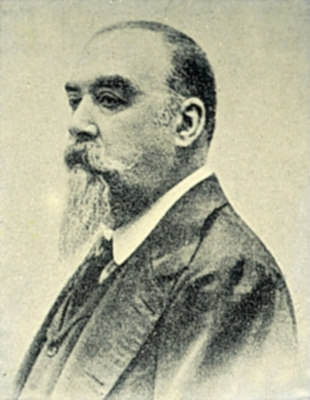
Marcelino de Unceta.

Marcelino de Unceta y López (Zaragoza, 22 de octubre de 1835-Madrid, 10 de marzo de 1905) fue un dibujante, ilustrador, cartelista y pintor español, que trabajó en Zaragoza y Madrid y destacó como pintor de historia, ilustrador de historia militar y cartelista taurino, cuyo modelo creó en 1879 con el que es considerado el primer cartel de toros. La calidad en la representación de caballos y toros le hizo cobrar fama, tanto en dichos carteles, como en los cuadros de escenas militares, género en el que fue un consumado artista.

## Biografía
Hijo del militar y político Pascual de Unceta, provenía de la alta burguesía de la Zaragoza del siglo XIX.
Su formación se inicia en 1850 en Bellas Artes de Zaragoza y posteriormente en la de Madrid. Comenzó trabajando como ilustrador en publicaciones periódicas. En 1879 creó el que está considerado el primer cartel taurino, especialidad en la que destacó con la colaboración del taller de litografía de su amigo oscense, Eduardo Portabella. En relación con las artes decorativas, tan en expansión a finales del siglo XIX y principios del XX, destacó también por diseñar el telón de boca del Teatro Principal de Zaragoza (hacia 1877) que aún se puede contemplar en la actualidad en su emplazamiento original. En él figura una alegoría de las musas de la dramaturgia, a las que une la representación de conocidos autores y actores españoles de relevancia.
En su actividad pictórica, fue un hábil pintor de costumbres militares, abundando en desfiles, maniobras y batallas de dibujo esmerado y factura realista, al modo del artista francés Meissonier. En esa línea prosigue tratando temas históricos, que pueden ser ejemplificados con la serie de episodios de los Sitios de Zaragoza, de tipo costumbrista, o con aquellos que se decantan más por el carácter romántico, como en El suspiro del moro (1885, Museo de Zaragoza). También cultivó la pintura al fresco, decorando la cúpula central de El Pilar de Zaragoza, donde aparecen mártires y obispos de Aragón.

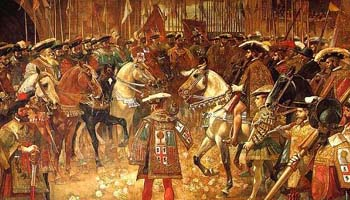
Paz de las Germanías.
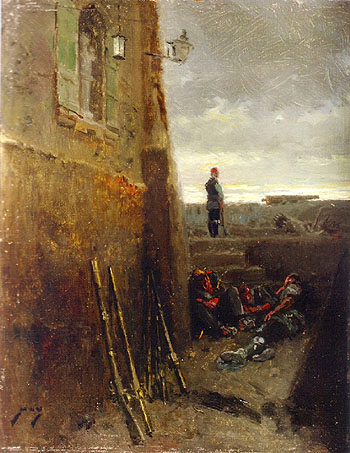
Escena de los sitios de Zaragoza.
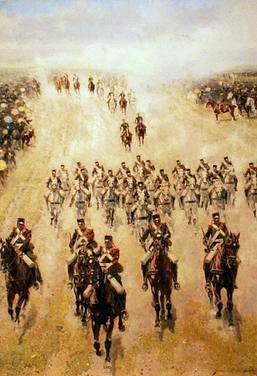
Desfile de caballería.
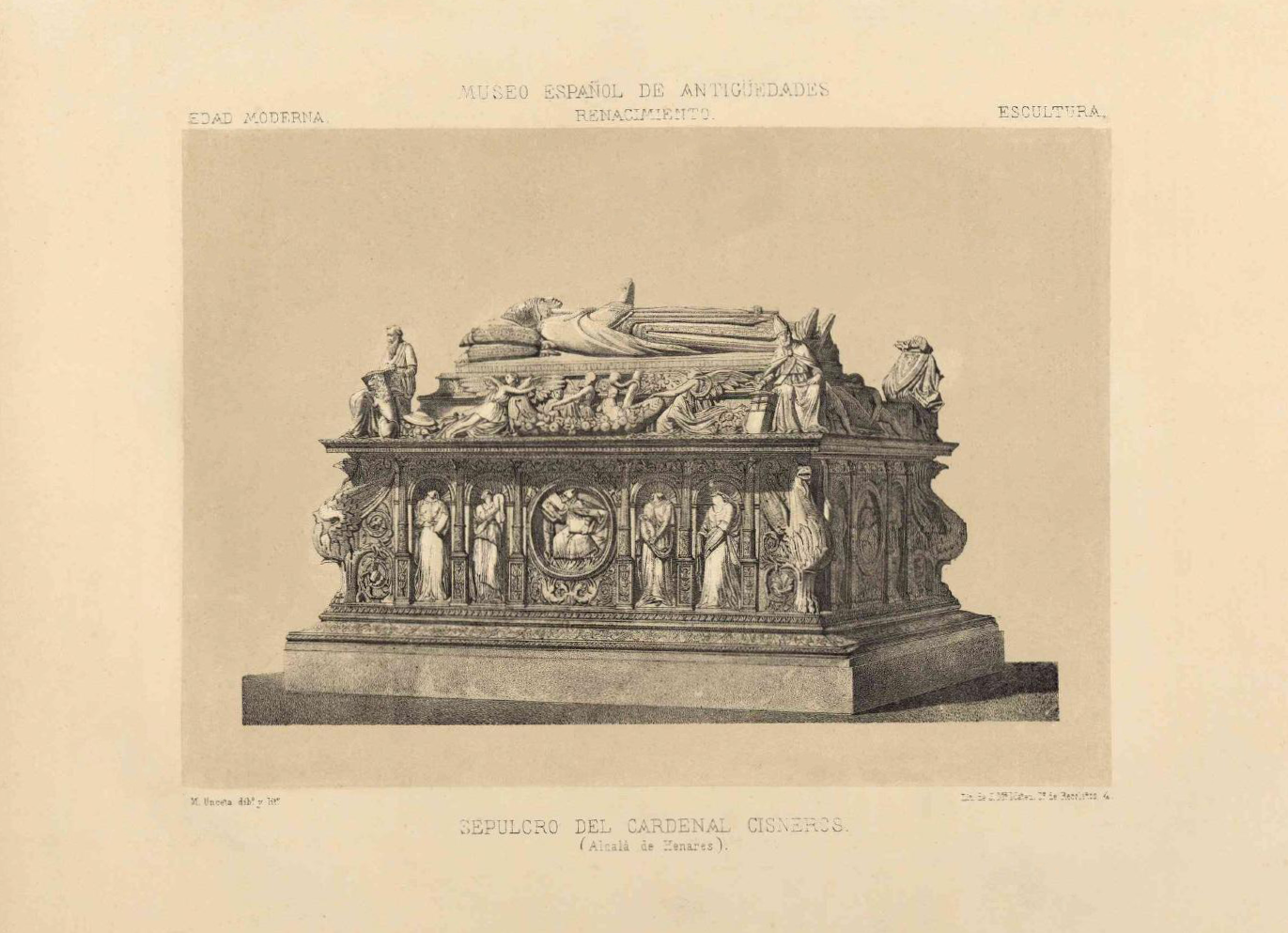
Cenotafio del cardenal Cisneros (1875)